# The Wall Tour
Die The Wall Tour war eine Konzerttournee der britischen Rockgruppe Pink Floyd, bei der sie ihr Konzept-Doppelalbum The Wall (1979) in voller Länge aufführte. Es war gleichzeitig die letzte Tournee von Pink Floyd mit Bassist und Gründungsmitglied Roger Waters, der die Band Ende 1985 verließ.

## Hintergrund
Die Tour war im Vergleich zu früheren Tourneen der Band relativ kurz und umfasste nur 31 Shows an vier Veranstaltungsorten in England, den USA und Deutschland. Die Tour zeichnete sich durch den umfangreichen Einsatz von Bühnentheatralik aus, insbesondere durch eine riesige Mauer aus quaderförmigen Papp-Ziegelsteinen, die sich quer über die Bühne erstreckte, um das Gefühl der Entfremdung zu vermitteln, das sowohl auf dem Album präsent ist, als auch Roger Waters‘ persönliche Beziehung zu den Fans der Gruppe zu dieser Zeit beeinflusste.
Der Kostenaufwand der Tournee beliefen sich schätzungsweise bereits vor der Uraufführung auf 1,5 Millionen US-Dollar. Aus diesem Grund wurde die Show insgesamt nur 31 Mal in weltweit vier Städten aufgeführt: Los Angeles (7 Shows), Uniondale (5 Shows), Dortmund (8 Shows) und London (11 Shows). David Gilmour und Nick Mason versuchten Waters davon zu überzeugen, die Show für eine lukrativere, groß angelegte Stadiontournee auszuweiten, doch aufgrund des Hauptthemas des The Wall-Albums (die Distanz zwischen einem Künstler und seinem Publikum) lehnte Waters dies ab.
Überhaupt waren die Beziehungen zwischen Gilmour, Mason, Waters und Richard Wright während dieser Konzerte auf einem neuen historischen Tiefpunkt: so benutzte Waters sein eigenes Auto, um zu jedem Veranstaltungsort zu gelangen, und übernachtete in anderen Hotels als Gilmour, Mason und Wright. Obwohl Wright die Band nach Fertigstellung des Albums verlassen hatte, stimmte er zu, die Tour als angestellter Musiker zu absolvieren, und war somit das einzige Mitglied der Gruppe, das mit dem Unternehmen Geld verdiente. Er sagte später: „Ich wollte diese großartige Sache, an der ich gearbeitet hatte, nicht einfach aufgeben. Ich habe einfach beschlossen, rauszugehen und mein Bestes zu geben, möglicherweise in der Hoffnung, dass Roger seine Entscheidung, mich aus der Band zu werfen, überdenken würde, was er jedoch nicht tat.“
Die Konzerte begann mit einer Introduktion eines Zeremonienmeisters und eines Discjockeys, die die Zuschauer begrüßten und den Beginn der Show ankündigten. Daraufhin begann das erste Lied, das jedoch nicht von Pink Floyd selbst, sondern von ihren Tourmusikern gespielt wurde, und endete mit dem Absturz einer Flugzeug-Attrappe in der Nähe der Bühne. Ab dem zweiten Stück spielten auch die Pink Floyd-Mitglieder mit und während des weiteren Ablaufs der Show erschienen regelmäßig einige riesige Puppen (die der Mutter in Mother und die der Frau und des Lehrers in Don't Leave Me Now) und Zeichentrickfilme mit animierten Blumenkopulatoren (Empty Spaces, What Shall We Do Now?) und einer Armee marschierender Hämmer (Waiting for the Worms) wurden auf eine freie weiße Fläche auf der Bühne projiziert. Weiteres Filmmaterial enthielt Kriegsaufnahmen und Aufnahmen von Vera Lynn (Vera, Bring the Boys Back Home). In der Zwischenzeit wurde die Mauer nach und nach weiter aufgebaut, bis sie während Goodbye Cruel World fertiggestellt wurde.
Der zweite Teil der Konzerte begann dann mit der fertiggestellten Mauer, von der aus sich eine Tür öffnete und den Blick auf ein Hotelzimmer in Nobody Home freigab. Einer der Höhepunkte der Show war Comfortably Numb, bei dem Gilmour sein Gitarrensolo von der Mauer herab spielte. Gegen Ende der Sendung kam es zum Prozess (The Trial), der mit dem Einsturz der Mauer endete. Beim letzten Stück erschienen Pink Floyd und ihre Begleitmusiker auf der Bühne, um sich endgültig zu verabschieden (im gesamten zweiten Teil der Show spielten sie überwiegend hinter der gebauten Mauer und waren so für die Zuschauer nicht sichtbar.) Es gab während der Tour keine größeren Zwischenfälle, außer während des Eröffnungskonzerts, bei dem einige Vorhänge Feuer fingen und die Show unterbrochen werden musste, um das Feuer zu löschen.

## Liveaufnahmen und mögliches Filmmaterial
Die Auftritte im Earls Court Exhibition Centre in London vom 7. bis 9. August 1980 und vom 13. bis 17. Juni 1981 wurden aufgezeichnet und im Jahr 2000 auf dem Live-Album Is There Anybody Out There? The Wall Live 1980–81 veröffentlicht.
Gleichzeitig entstand während dieser Konzerte auch Filmmaterial der Show, zunächst mit der Absicht, es dem Film Pink Floyd – The Wall von Alan Parker hinzuzufügen, der 1982 in die Kinos kam. Die Idee wurde jedoch vor dem Ende der Tour verworfen. Lange Zeit ging man im Pink Floyd-Umfeld zudem davon aus, dass alle gedrehten Filme von schlechter Qualität seien, da man glaubte, dass der falsche Filmtyp verwendet worden sei und die Aufnahmen dadurch zu dunkel geworden seien. Im Jahr 2000 zeigte der britische Fernsehsender Channel 4 jedoch den Dokumentarfilm Behind the Wall, in dem einige Minuten Konzertmaterial von guter Qualität zu sehen waren. Im Jahr 2009, behauptete Roger Waters, eine große Menge neuen Filmmaterials der Shows entdeckt zu haben, und es digital bearbeiten zu wollen. Er erklärte, dass die Kameraleute offensichtlich viel mehr gefilmt hätten, als von ihnen verlangt worden sei. Eine offizielle und vollständige Veröffentlichung der Show als Film oder Video erfolgte jedoch bis heute nicht.

## Setlist
Bei den Konzerten der Tour wurde das Album The Wall in voller Länge aufgeführt. Zusätzlich gespielt wurden die Songs What Shall We Do Now? und The Last Few Bricks, die ebenfalls während der Sessions zu The Wall entstanden, jedoch nicht mit auf das Album genommen wurden.

### Setlist
- In the Flesh?
- The Thin Ice
- Another Brick in the Wall, Part 1
- The Happiest Days of Our Lives
- Another Brick in the Wall, Part 2
- Mother
- Goodbye Blue Sky
- Empty Spaces
- What Shall We Do Now?
- Young Lust
- One of My Turns
- Don’t Leave Me Now
- Another Brick in the Wall, Part 3
- The Last Few Bricks
- Goodbye Cruel World
- Hey You
- Is There Anybody Out There
- Nobody Home
- Vera
- Bring the Boys Back Home
- Comfortably Numb
- The Show Must Go On
- In the Flesh
- Run Like Hell
- Waiting for the Worms
- Stop
- The Trial
- Outside the Wall

## Tourdaten
| Nr.                 | Datum               | Stadt               | Land                | Veranstaltungsort                 | geschätzte Besucherzahl |
| Leg 1 – Nordamerika | Leg 1 – Nordamerika | Leg 1 – Nordamerika | Leg 1 – Nordamerika | Leg 1 – Nordamerika               | Leg 1 – Nordamerika     |
| ------------------- | ------------------- | ------------------- | ------------------- | --------------------------------- | ----------------------- |
| 1                   | 7. Februar 1980     | Los Angeles         | Vereinigte Staaten  | Memorial Sports Arena             | 74.900                  |
| 2                   | 8. Februar 1980     | Los Angeles         | Vereinigte Staaten  | Memorial Sports Arena             | 74.900                  |
| 3                   | 9. Februar 1980     | Los Angeles         | Vereinigte Staaten  | Memorial Sports Arena             | 74.900                  |
| 4                   | 10. Februar 1980    | Los Angeles         | Vereinigte Staaten  | Memorial Sports Arena             | 74.900                  |
| 5                   | 11. Februar 1980    | Los Angeles         | Vereinigte Staaten  | Memorial Sports Arena             | 74.900                  |
| 6                   | 12. Februar 1980    | Los Angeles         | Vereinigte Staaten  | Memorial Sports Arena             | 74.900                  |
| 7                   | 13. Februar 1980    | Los Angeles         | Vereinigte Staaten  | Memorial Sports Arena             | 74.900                  |
| Leg 2 – Nordamerika |                     |                     |                     |                                   |                         |
| 8                   | 24. Februar 1980    | Uniondale           | Vereinigte Staaten  | Nassau Veterans Memorial Coliseum | 72.500                  |
| 9                   | 25. Februar 1980    | Uniondale           | Vereinigte Staaten  | Nassau Veterans Memorial Coliseum | 72.500                  |
| 10                  | 26. Februar 1980    | Uniondale           | Vereinigte Staaten  | Nassau Veterans Memorial Coliseum | 72.500                  |
| 11                  | 27. Februar 1980    | Uniondale           | Vereinigte Staaten  | Nassau Veterans Memorial Coliseum | 72.500                  |
| 12                  | 28. Februar 1980    | Uniondale           | Vereinigte Staaten  | Nassau Veterans Memorial Coliseum | 72.500                  |
| Leg 3 – Europa      |                     |                     |                     |                                   |                         |
| 13                  | 4. August 1980      | London              | England             | Earls Court                       | 120.000                 |
| 14                  | 5. August 1980      | London              | England             | Earls Court                       | 120.000                 |
| 15                  | 6. August 1980      | London              | England             | Earls Court                       | 120.000                 |
| 16                  | 7. August 1980      | London              | England             | Earls Court                       | 120.000                 |
| 17                  | 8. August 1980      | London              | England             | Earls Court                       | 120.000                 |
| 18                  | 9. August 1980      | London              | England             | Earls Court                       | 120.000                 |
| Leg 4 – Europa      |                     |                     |                     |                                   |                         |
| 19                  | 13. Februar 1981    | Dortmund            | Deutschland         | Westfalenhalle                    | 132.000                 |
| 20                  | 14. Februar 1981    | Dortmund            | Deutschland         | Westfalenhalle                    | 132.000                 |
| 21                  | 15. Februar 1981    | Dortmund            | Deutschland         | Westfalenhalle                    | 132.000                 |
| 22                  | 16. Februar 1981    | Dortmund            | Deutschland         | Westfalenhalle                    | 132.000                 |
| 23                  | 17. Februar 1981    | Dortmund            | Deutschland         | Westfalenhalle                    | 132.000                 |
| 24                  | 18. Februar 1981    | Dortmund            | Deutschland         | Westfalenhalle                    | 132.000                 |
| 25                  | 19. Februar 1981    | Dortmund            | Deutschland         | Westfalenhalle                    | 132.000                 |
| 26                  | 20. Februar 1981    | Dortmund            | Deutschland         | Westfalenhalle                    | 132.000                 |
| Leg 5 – Europa      |                     |                     |                     |                                   |                         |
| 27                  | 13. Juni 1981       | London              | England             | Earls Court                       | 100.000                 |
| 28                  | 14. Juni 1981       | London              | England             | Earls Court                       | 100.000                 |
| 29                  | 15. Juni 1981       | London              | England             | Earls Court                       | 100.000                 |
| 30                  | 16. Juni 1981       | London              | England             | Earls Court                       | 100.000                 |
| 31                  | 17. Juni 1981       | London              | England             | Earls Court                       | 100.000                 |

## Band
- David Gilmour: Gitarre, Gesang, Mandoline bei Outside the Wall
- Nick Mason: Schlagzeug, Percussion, akustische Gitarre bei Outside the Wall
- Roger Waters: Bass, Gesang, akustische Gitarre bei Mother, Klarinette bei Outside the Wall
- Richard Wright: Keyboards, Akkordeon bei Outside the Wall
- Andy Bown: Bass, akustische Gitarre bei Outside the Wall
- Snowy White: Gitarre (nur 1980)
- Andy Roberts: Gitarre (nur 1981)
- Willie Wilson: Schlagzeug, Percussion (nicht am 13. und 14. Juni 1981)
- Clive Brooks: Schlagzeug, Percussion (am 13. und 14. Juni 1981)
- Peter Wood: Keyboards, akustische Gitarre bei Outside the Wall
- Joe Chemay: Hintergrundgesang
- Stan Farber: Hintergrundgesang
- Jim Haas: Hintergrundgesang
- John Joyce: Hintergrundgesang
- Gary Yudman: Zeremonienmeister in Uniondale und London
- Cynthia Fox: Zeremonienmeisterin in Los Angeles
- Jim Ladd: Zeremonienmeister in Los Angeles
- Ace Young: Zeremonienmeister in Los Angeles
- Willi Thomczyk: Zeremonienmeister in Dortmund